# Earl Wild
Earl Wild (Pittsburgh, Pennsilvània, 26 de novembre, 1915 - 23 de gener de 2010), va ser un pianista estatunidenc conegut per les seves transcripcions de jazz i música clàssica.

## Biografia
Royland Earl Wild va ser un nen musicalment precoç i va estudiar amb Selmar Janson al "Carnegie Institute of Technology" d'allà, i més tard amb Marguerite Long, Egon Petri i Helene Barere (l'esposa de Simon Barere), entre d'altres. D'adolescent, va començar a fer transcripcions de música i composició romàntiques.
El 1931, el president Herbert Hoover el va convidar a tocar a la Casa Blanca. Els cinc presidents següents (Franklin D. Roosevelt, Harry S. Truman, Dwight D. Eisenhower, John F. Kennedy i Lyndon B. Johnson) també el van convidar a tocar per a ells, i Wild continua sent l'únic pianista que ha tocat per a sis presidents consecutius.
El 1937, Wild va ser contractat com a pianista de plantilla per a l'Orquestra Simfònica de la NBC. El 1939, es va convertir en el primer pianista a fer un recital a la televisió dels Estats Units. Wild va recordar més tard que el petit estudi es va escalfar tant sota les llums brillants que les tecles d'ivori del piano van començar a deformar-se.
El 1942, Arturo Toscanini el va convidar a una interpretació de la Rhapsody in Blue de Gershwin, que va ser, per a Wild, un èxit rotund, tot i que el mateix Toscanini ha estat criticat per no entendre l'idioma jazzístic en què Gershwin va escriure. Durant la Segona Guerra Mundial, Wild va servir a la Marina dels Estats Units com a músic. Sovint viatjava amb Eleanor Roosevelt mentre ella feia una gira pels Estats Units donant suport a l'esforç bèl·lic. El deure de Wild era interpretar l'himne nacional al piano abans que parlés. Uns anys després de la guerra, es va traslladar a la recentment formada "American Broadcasting Company" (ABC) com a pianista, director d'orquestra i compositor fins al 1968. Va actuar per a la sèrie de concerts Peabody Mason a Boston el 1952, 1968, i 1971 i tres concerts de Liszt el 1986. Wild era conegut pels seus recitals virtuosos i classes magistrals impartides arreu del món, des de Seül, Pequín i Tòquio fins a Argentina, Anglaterra i arreu dels Estats Units.
Wild va crear nombroses transcripcions virtuoses per a piano sol, incloent-hi 14 cançons de Rakhmàninov (1981) i diverses obres sobre temes de Gershwin, així com transcripcions de Berlioz, Buxtehude, Chopin, Fauré, Saint-Saëns i Txaikovski. La seva "Grand Fantasy on Airs from Porgy and Bess" (1973), a l'estil de les fantasies de la gran òpera de Liszt, és la primera paràfrasi per a piano estesa sobre una òpera americana, i va ser enregistrada el 1976 amb la seva estrena en concert a Pasadena el 17 de desembre de 1977. També va escriure dos conjunts d'"Virtuoso Etudes after Gershwin" (el 1954 i el 1973) basats en cançons de Gershwin com ara "The Man I Love", "Embraceable You", "Fascinating Rhythm" i "I Got Rhythm", i "Theme and Variations on George Gershwin's Someone to Watch Over Me" (1989).
Altres arranjaments de piano destacats inclouen un "Aire i variacions" sobre "El ferrer harmoniós" de Händel (1993), un arranjament lliure de la sarabanda de la Partita per a teclat núm. 1, BWV 825, de Bach a l'estil de Poulenc titulat "Hommage à Poulenc" (1995), i una altra fantasia a l'estil de Liszt "Reminiscències de Blancaneus" (1995), basada en la música de la pel·lícula d'animació de Disney. El 2004, va fer diverses transcripcions per a piano de cançons populars dels anys vint. També hi ha un arranjament per a piano i orquestra de música de Slaughter on Tenth Avenue (1967) de Richard Rodgers.
També va escriure diverses obres originals. Entre aquestes, hi ha un oratori de Pasqua a gran escala, "Revelations" (1962), una obra per a cor i percussió, "The Turquoise Horse" (1975), basada en un poema i llegenda amerindis, les Doo-Dah Variations sobre un tema de Stephen Foster, "Camptown Races" (1992), una composició de 27 minuts en diversos moviments amb títols acolorits, per a piano i orquestra, així com una versió per a dos pianos (1995), "Adventure" (1941) per a piano i orquestra, un concert per a piano primerenc (1932) i un ballet primerenc, "Persephone" (1934). La seva Sonata 2000, escrita aquell any, va ser interpretada per primera vegada per Bradley Bolen el 2003 i va ser enregistrada per Wild per a Ivory Classics. El 2004, va escriure una suite de Danses del Ventre per a piano.
A mitjans dels anys cinquanta, va escriure música per a molts esquetxos de pel·lícules mudes i òperes per als programes de televisió de Sid Caesar, i als anys seixanta va compondre música per a diversos documentals de televisió, obres de teatre i una obra de teatre off-Broadway de Harold Robbins, "A Stone for Danny Fisher" (1960).
Wild va gravar per a diversos segells, incloent-hi RCA Records, on va gravar un àlbum de Liszt i una col·lecció de música de George Gershwin, incloent-hi Rhapsody in Blue, "Cuban Overture", "Concerto in F" i "I Got Rhythm" Variations, totes amb la Boston Pops Orchestra i Arthur Fiedler dirigint. El 1965, va gravar per a Reader's Digest els quatre concerts per a piano de Rakhmàninov i la "Rhapsody" de Paganini a Londres amb la Royal Philharmonic Orchestra dirigida per Jascha Horenstein, originalment publicats com un conjunt de LP de vinil. Posteriorment, van ser reeditats en CD per Chesky and Chandos. Més tard en la seva carrera, Wild va gravar per a Ivory Classics.
Sota el seu mestre Selmar Janson, Wild havia après el "Concert per a piano núm. 1 en si bemoll menor" de Xaver Scharwenka, que Janson havia estudiat directament amb el compositor, el seu propi mestre. Quan, més de 40 anys després, Erich Leinsdorf va demanar a Wild que enregistrés el concert, va poder dir: {{Cita|"Porto quaranta anys esperant al costat del telèfon que algú em demani que toqui això".
El 1997, va ser el primer pianista a retransmetre una actuació per Internet.
Wild, que era obertament gai, vivia a Columbus, Ohio, i Palm Springs, Califòrnia, amb la seva parella de fet durant 38 anys, Michael Rolland Davis. També era ateu. Va morir als 94 anys d'una cardiopatia congestiva a casa seva a Palm Springs.Kozinn, Allan (January 23, 2010). "Earl Wild, Pianist, Dies at 94". The New York Times.</ref>
Harold C. Schonberg el va anomenar un "supervirtuós de la classe Horowitz".
Les memòries de Wild, *A Walk on the Wild Side*, van ser publicades pòstumament per Ivory Classics.

## Discografia
- Earl Wild als 30 anys: emissions de ràdio en directe dels anys 40 (Ivory Classics)
- Frédéric Chopin: Les Balades (Concert Hall Society, 1951)
- Earl Wild interpreta Gershwin (Coral)
- Walter Piston: Quintet per a piano (WCFM, 1953)
- George Gershwin: Rapsòdia en blau; Un americà a París (RCA Victor, 1960)
- George Gershwin: Concert per a piano; Variacions 'I Got Rhythm' (RCA Victor, 1962)
- Franz Liszt: Extravagàncies per a piano sobre temes operístics (RCA Victor, 1962)
- El piano virtuós (Vanguard Classics, 1964)
- El foc i la passió d'Espanya (RCA, 1965)
- Serguei Rakhmàninov: Concerts per a piano núm. 1–4; Rapsòdia sobre un tema de Paganini (Reader's Digest, 1966, més tard RCA i Chesky, ara Chandos Records)
- Sergei Rakhmàninov / Zoltán Kodály: Sonates per a violoncel (Nonesuch Records, 1967)
- El Liszt demoníac (Vanguard Classics, 1968)
- Xaver Scharwenka: Obres per a piano i orquestra (RCA, 1969)
- Ignacy Paderewski: Concert per a piano (RCA, 1971)
- Franz Liszt: Concert per a piano núm. 1; Fantasia hongaresa (His Master's Voice (discogràfica britànica), 1973)
- Piotr Ilitx Txaikovski: Concert per a piano núm. 1 (RCA, 1976)
- Edward MacDowell: Concert per a piano (Quintessence, 1977)
- Frédéric Chopin: Concert per a piano núm. 1 (RCA, 1977)
- Wolfgang Amadeus Mozart: Música per a dos pianos (RCA Red Seal, 1978)
- Música de César Franck, Gabriel Fauré i Maurice Ravel (Audiofon, 1982)
- The Art Of The Transcription • Live From Carnegie Hall (Audiofon, 1982)
- Earl Wild Plays Liszt (The 1985 Sessions) (Ivory Classic, 2001)
- Franz Liszt: Sonata en si menor / Polonesa núm. 2 / Etudes de concert / Etudes transcendentals / Rapsòdies hongareses núm. 4, 12 i 2 (Etcetera, 1986)
- Earl Wild interpreta Beethoven (dell'Arte, 1986)
- Gabriel Fauré: Sonates per a violoncel (dell'Arte, 1986)
- Franz Liszt: Transcripcions i paràfrasis (Etcetera Records, 1987)
- Recital de Schumann d'Earl Wild (dell'Arte, 1988)
- La música per a piano de Nikolai Medtner (Chesky Records, 1988)
- Earl Wild interpreta les seves transcripcions de Gershwin (Chesky, 1989)
- Earl Wild – Chopin: Scherzos i balades (Chesky, 1990)
- Chopin: Els estudis complets (Chesky, 1992)
- Sergei Rakhmàninov: Sonata núm. 2 / Preludis (Chesky, 1994)
- El mestre romàntic - Transcripcions per a piano virtuoses (Sony Classical, 1995)
- Reynaldo Hahn: El rossinyol perdut (Ivory Classics, 2001)
- Earl Wild als 88 anys (Ivory Classics, 2003)
- Earl Wild interpreta les seves pròpies composicions i transcripcions (Ivory Classics, 2010)